# Белохвостый лавровый голубь
Белохвостый лавровый голубь, или лавровый голубь (лат. Columba junoniae), — птица семейства голубиных, вид рода голубей (Columba). Обитает на Канарских островах Пальма, Тенерифе, Гомера и Иерро, переселившись во время миоцена на остров Фуэртевентура и распространившись на соседние острова по мере их появления. Является одним из немногих представителей древней авифауны региона, заселяя реликтовые лавровые леса. Крупный голубь с тёмно-серым оперением головы, винно-красной грудью и хорошо заметной светлой полосой на хвостовых перьях. Питается фруктами, почками, зерном и цветами. Откладывает одно яйцо, реже — два, из которых вылупляются голые и беспомощные птенцы.
Вид был впервые описан немецким орнитологом Эрнстом Хартертом в 1916 году. Из-за потери среды обитания и интродуцированных хищников численность белохвостого лаврового голубя очень мала, Международный союз охраны природы относит его к видам, близким к уязвимому положению.

## Описание
Крупный тёмно-коричневый или серый голубь с длиной тела 37—38 см. Как и прочие голубиные, обладает плотным телосложением с небольшой головой, относительно тонкой и короткой шеей, длинными и острыми крыльями и хвостом средней длины. Оперение лба, лица и горла тёмно-серое с зеленоватым или лиловым переливом, темя, затылок и шея переливающегося зелёного цвета, переходящего в красновато-фиолетовый. Нижняя часть груди винно-красная, а спины и боков — тёмная голубовато-серая. Верхние кроющие перья хвоста и два центральных рулевых пера имеют более светлый оттенок, а внешние рулевые перья тёмные голубовато-серые с белёсой полосой на конце, слабо заметной сверху и хорошо различимой снизу. Самки обычно имеют более светлые шею и грудь, молодые особи более коричневые с менее переливающейся расцветкой, кроющие перья крыла — с ржаво-коричневыми кончиками. Радужка глаза оранжевая, веки красные. Клюв винно-красный с розовым или розовато-белым кончиком, ноги красные.
Белохвостый лавровый голубь напоминает обитающего на той же территории темнохвостого лаврового голубя (Columba bollii), однако у последнего отсутствуют светлые полосы на концах перьев хвоста. Самые концы перьев почти чёрные, а перед ними расположена светло-серая полоса. Основание хвоста и бока также более серые, чем у лаврового голубя.
Как и прочие голубиные, обладает зычным голосом, который хорошо слышно. Вокализации белохвостого и темнохвостого лавровых голубей также схожи. Песня состоит из низкой фразы, которая начинается с дребезжащего слога, за которым следует воркование «coorrrh..cuOOOuh..cuOOOuh..cuOOOuh». При повторении птицы обычно делают заметные паузы между отдельными фразами, но часто поют песню только один раз.

## Распространение

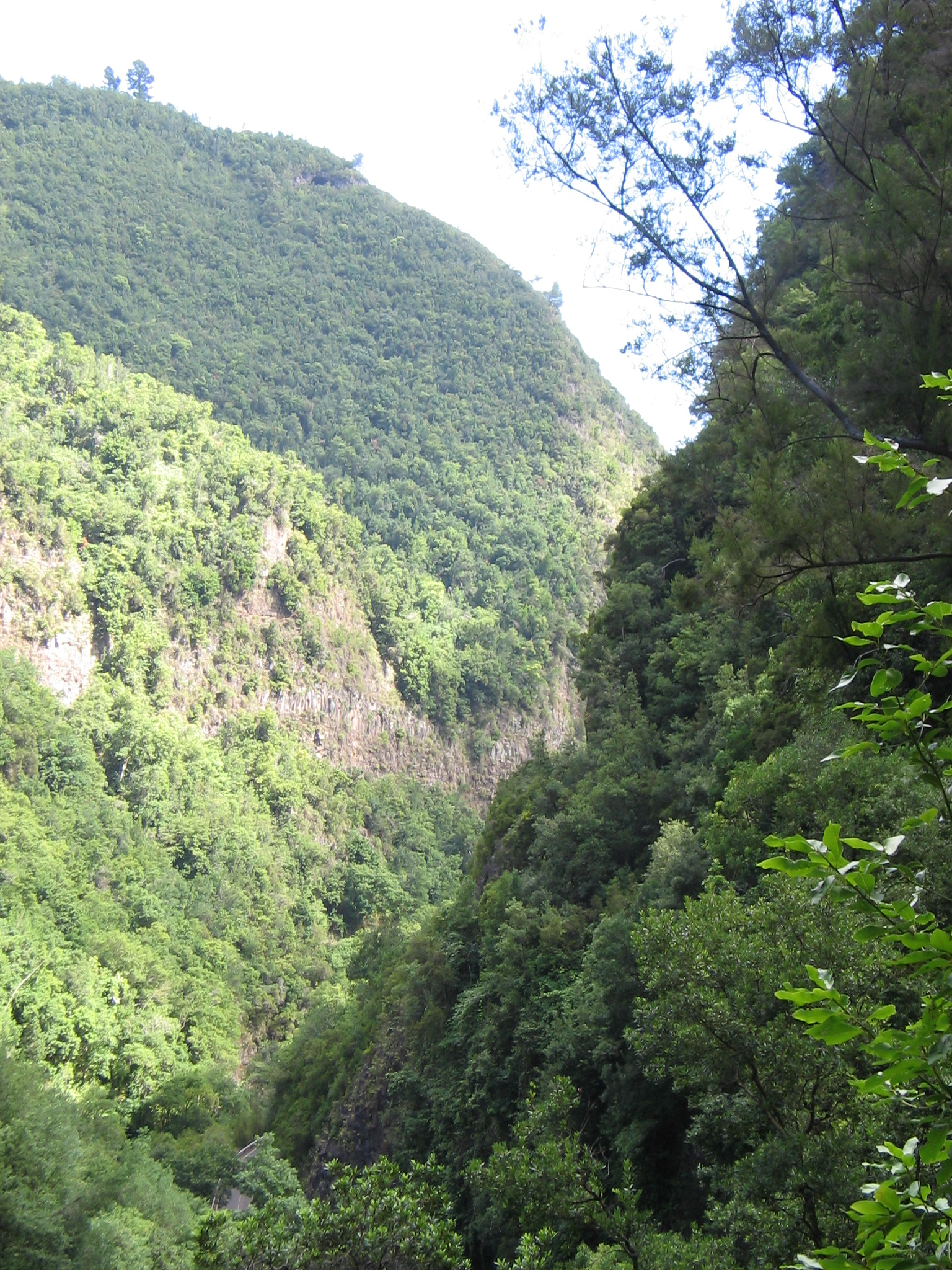
Лавровый лес на острове Пальма с окотеей зловонной на переднем плане

Белохвостые лавровые голуби обитают на западных Канарских островах Пальма, Гомера, Тенерифе, Иерро, принадлежащих Испании. Подтверждённая площадь ареала составляет 700 км², но может быть расширена до 12 100 км². Птицы в основном встречаются в северной части островов Пальма (исп. Canal y Los Tiles и исп. Barranco de la Herradura) и Гомера (национальный парк Гарахонай). На острове Тенерифе белохвостые лавровые голуби были впервые обнаружены в 1975 году, они тоже заселяют северные участки (исп. Monte del Agua около Лос-Силос, Ладера-де-Санта-Урсула и Ладера-де-Тигайга и исп. Macizo de Teno). На острове Иерро птицы были обнаружены позже. На северных склонах высота ареала над уровнем моря составляет 200—500 м, а на южных — 600—1000 м (по другим данным высота над уровнем моря достигает 1600 метров). Считается, что птицы обитали на острове Гран-Канария, но позднее вымерли. В рамках проекта LIFE, осуществляемого в 2005—2008 годы, более 200 птиц было перевезено на этот остров.
Белохвостые лавровые голуби обитают в горных районах Канарских островов, предпочитая глубокие каньоны, крутые склоны и откосы. Основной средой обитания являются густые зрелые или деградированные лавровые леса, помимо представителей рода лавр (Laurus) представленные эрикой (Erica), в частности эрикой древовидной (Erica arborea), восковницами, в частности Myrica faya, падубом (Ilex), сливой (Prunus) и калиной (Viburnum), а также крайне теплолюбивыми Picconia, Visnea, Apollonias и персеями (Persea). Изредка встречаются в кустарниках и сосновых лесах с преобладанием сосны канарской (Pinus canariensis).

### Охранный статус
Белохвостый лавровый голубь является одним из трёх эндемичных голубей, обитающих в реликтовых лавровых лесах Макаронезии. Наряду с темнохвостым лавровым голубем и серебристошейным голубем (Columba trocaz), он считается представителем древней авиафауны региона. Территория с реликтовыми лавровыми лесами существенно сократилась в последние 500 лет.
Международный союз охраны природы с 2011 года относит белохвостого лаврового голубя к видам, близким к уязвимому положению, несколько лет до этого вид считался вымирающим. Помимо этого, птицы охраняются законодательством Испании, они включены Красную книгу Испании как уязвимый вид, а также в Красную книгу Канарских островов как вымирающий вид на Тенерифе, уязвимый на Гомере и редкий на Пальме. Белохвостый лавровый голубь также охраняется директивой Европейского союза.
Популяция белохвостого лаврового голубя в 1985 году оценивалась в 1200—1480 особей и считалась относительно стабильной. Больше всего птиц было на острове Пальма (1000—1200), меньше на островах Гомера (120—160) и Тенерифе (80—120), где его ареал был ограничен только четырьмя небольшими районами. Исследования 1997—2000 годов показали численность 1000—2499 пар птиц. На численность белохвостого лаврового голубя оказывают влияние потеря среды обитания и интродуцированные хищники, крысы, в частности чёрная крыса (Rattus rattus), и в меньшей степени кошки. Охота на голубей официально была запрещена в 1973 году, однако до сих пор продолжается в значительном объёме, охотникам хорошо известны немногие сохранившиеся открытые места водопоя. Помимо этого, птицы могут страдать от птичьей оспы, туберкулёза, птичьей чумы.

## Питание
Белохвостый лавровый голубь питается фруктами, почками, зерном (пшеницей, льном, ячменём) и цветами. Рацион в основном включает плоды лавра азорского (Laurus azorica), окотеи зловонной (Ocotea foetens), персеи индийской (Persea indica), а также Ilex canariensis, Apollonias barbujana, Rhamnus glandulosa и культивируемые фрукты, в частности персики и вишни. На острове Палма особое значение имеют доступные круглый год плоды окотеи зловонной. При этом, анализ фекалий показал, что плоды лавра не настолько необходимы белохвостому лавровому голубю, как темнохвостому.
Птицы добывают пропитание как на земле, так и на деревьях, при этом могут быстро бегать и проводят на земле больше времени, чем темнохвостые лавровые голуби. Иногда они мигрируют за едой в равнинные сельскохозяйственные районы, иногда питаются в садах. Голуби пьют воду на водопоях, не поднимая голову, как другие птицы, а всасывая её, действуя языком, как поршнем.

## Размножение
Птицы могут размножаться на протяжении всего года, но основной сезон размножения приходится на промежуток с марта по май — сентябрь. Другие источники говорят о пике с апреля по июнь, а общей продолжительности сезона размножения с января по сентябрь. Голуби моногамны и образуют постоянные пары.
Лавровые голуби строят гнёзда на скалистых выступах с изобилием папоротников, под камнями или стволами деревьев, обязательно под покровом лаврового леса. Кладка обычно состоит из одного кремово-белого яйца, изредка — двух. В отличие от обитающего на той же территории канарского голубя, который строит гнёзда на деревьях, особенности гнездования лаврового голубя делают его очень уязвимым.
Инкубационный период продолжается 18—20 дней, на яйцах сидят оба родителя. Птенцы появляются на свет голыми и беспомощными, покрытыми только нитевидным пухом, но довольно быстро растут. Кормлением птенцов, как и у остальных голубиных, занимаются оба родителя, отрыгивая «птичье молоко», позднее добавляя в него разбухшие семена. Птенцы вылетают из гнезда через 22—24 дня. Ещё какой-то срок молодые птицы остаются около гнезда, сопровождаемые родителями. Именно в это время птенцы наиболее уязвимы для хищников, которые помимо крыс включают ястреба-перепелятника (Accipiter nisus). Обычно голуби делают более двух кладок в год.
Птицы достигают половозрелости в возрасте одного года, а общая продолжительность жизни голубиных составляет 5—15 лет.

## Эволюция
На основе молекулярного анализа Gonzalez et al. предположили, что разделение родов голуби (Columba) и горлицы (Streptopelia) произошло около 25 млн лет назад.
Учёные полагают, что было три или четыре волны миграции голубей группы Columba palumbus на Канарские острова. Белохвостый лавровый голубь, являющийся, по-видимому, базальным видом, отделился и переселился на Канарские острова во время миоцена, примерно 25,3—16,8 млн лет назад; изначально он заселял остров Фуэртевентура, первый из появившихся Канарских островов, и переселялся на другие острова по мере их появления. Темнохвостый лавровый голубь (или его предок) переселился во время «второй волны», случившейся на границе миоцена и плиоцена около 5 млн лет назад. При этом возможно, что миграция белохвостого лаврового голубя происходила из Африки, а не из Европы. Археологические находки показали, что белохвостые или темнохвостые лавровые голуби во время голоцена обитали на островах Гран-Канария и Фуэртевентура и служили предметом охоты первых жителей этих островов. По всей видимости, птицы вымерли в восточной части Канарских островов относительно недавно. К последней волне миграции относится переселение Columba palumbus maderensis — подвида вяхиря, обитавшего на Мадейре, вымершего в 1904 году.
Используя другую модель расчёта, учёные относят колонизацию Канарских островов белохвостым лавровым голубем к периоду около 5 млн лет назад, а темнохвостым — 1,5 млн лет назад.

## Систематика
Белохвостый лавровый голубь был впервые описан немецким орнитологом Эрнстом Хартертом (1859—1933) в 1916 году на основе экземпляра, полученного на острове Пальма. Ещё в XIX веке появилось несколько публикаций, включающих описание Columba laurivora, однако оно основывалось на самке белохвостого лаврового голубя и самце серебристошейного, став впоследствии синонимом последнего. Выделение серебристошейного голубя осуществил в 1856 году французский орнитолог Шарль Люсьен Бонапарт (1803—1857), а первоначальное название — Columba trocaz — ему вернул британский орнитолог Фредерик Дьюкейн Годман (1834—1919) в 1872 году. Данный же вид был описан только в 1916 году и получил название Columba junoniae. Видовое название происходит от древних названий островов Пальма и Гомера — Junonia Mayor (дословно, Юнона большая) и Junonia Menor (Юнона малая).
Учёные относят белохвостого лаврового голубя к группе голубей Columba palumbus. Ранее эта группа включала белохвостого лаврового голубя, серебристошейного голубя (Columba trocaz), темнохвостого лаврового голубя (Columba bollii), конголезского голубя (Columba unicincta) и вяхиря (Columba palumbus), все птицы являются крупными голубями, обитающими в Евразии, с широкой полосой по краю хвоста. Исследования Gonzalez et al., опубликованные в 2009 году, и Dourado et al., опубликованные в 2013 году, расширили эту группу и поставили под сомнение монофилию голубей с островов Макаронезии. При этом белохвостый лавровый голубь, один или вместе с Columbia arquatrix, является базальным для этой группы и не находится в близком родстве с темнохвостым лавровым голубем, также обитающим на Канарских островах.